# Overdekte achtbaan
Een overdekte achtbaan is een achtbaan die zich bevindt in een ruimte die alleen voor de achtbaan is bestemd. Een overdekte achtbaan moet niet verward worden met een indoorachtbaan, die zich in een overdekte ruimte bevindt die niet direct gerelateerd is aan de achtbaan. De eerste overdekte achtbaan werd geopend in 1925.
Overdekte achtbanen hebben een aantal voordelen ten opzichte van andere achtbaantypes:
- Ze zijn weerbestendig. Met als gevolg minder onderhoud.
- Ze kunnen bezoekers een onvoorspelbaarder rit geven, doordat het in de loods van de achtbaan bijna altijd erg donker is.
- Overdekte achtbanen verhogen het snelheidsgevoel.

## Locaties
| Naam                                         | Park                                                               | Fabrikant     |
| -------------------------------------------- | ------------------------------------------------------------------ | ------------- |
| Psyké Underground                            | Walibi Belgium                                                     | Schwarzkopf   |
| Crush's Coaster                              | Walt Disney Studios Park                                           | Maurer Söhne  |
| Eurosat                                      | Europa-Park                                                        | Mack Rides    |
| Flight of Fear                               | Kings Island                                                       | Premier Rides |
| Insider                                      | Wurstelprater                                                      | Maurer Rides  |
| Revolution                                   | Bobbejaanland                                                      | Vekoma        |
| Rioolrat                                     | Avonturenpark Hellendoorn                                          | Vekoma        |
| Rock 'n' Roller Coaster                      | Walt Disney Studios (Disneyland Parijs) Disney's Hollywood Studios | Vekoma        |
| Star Wars Hyperspace Mountain: Rebel Mission | Disneyland Park (Disneyland Parijs)                                | Vekoma        |
| Crazy Bats                                   | Phantasialand                                                      | Vekoma        |
| Vogel Rok                                    | Efteling                                                           | Vekoma        |
| Huracan                                      | Bellewaerde                                                        | Zierer        |